# Okres Žiar nad Hronom
Žiar nad Hronom is een district (Slowaaks: Okres) in de Slowaakse regio Banská Bystrica. De hoofdstad is Žiar nad Hronom. Het district bestaat uit 2 steden (Slowaaks: Mesto) en 33 gemeenten (Slowaaks: Obec).

## Steden
- Kremnica
- Žiar nad Hronom

## Lijst van gemeenten
| - Bartošova Lehôtka - Bzenica - Dolná Trnávka - Dolná Ves - Dolná Ždaňa - Hliník nad Hronom - Horná Ves - Horná Ždaňa - Hronská Dúbrava - Ihráč - Janova Lehota | - Jastrabá - Kopernica - Kosorín - Krahule - Kremnické Bane - Kunešov - Ladomerská Vieska - Lehôtka pod Brehmi - Lovča - Lovčica-Trubín - Lúčky | - Lutila - Nevoľné - Pitelová - Prestavlky - Prochot - Repište - Sklené Teplice - Slaská - Stará Kremnička - Trnavá Hora - Vyhne |

Banská Bystrica · Banská Štiavnica · Brezno · Detva · Krupina · Lučenec · Poltár · Revúca · Rimavská Sobota · Veľký Krtíš · Žarnovica · Žiar nad Hronom · Zvolen